# U Стрельца
U Стрельца (U Sgr) — переменная звезда в южном созвездии Стрельца. Это классическая цефеида, меняющая блеск от 6,28 до 7,15, период пульсации составляет 6,745226 суток. В максимуме яркости звезда слабо, но видна невооружённым глазом. Расстояние до звезды составляет 2080 световых лет на основе данных о годичном параллаксе звезды, лучевая скорость составляет 2 км/с.

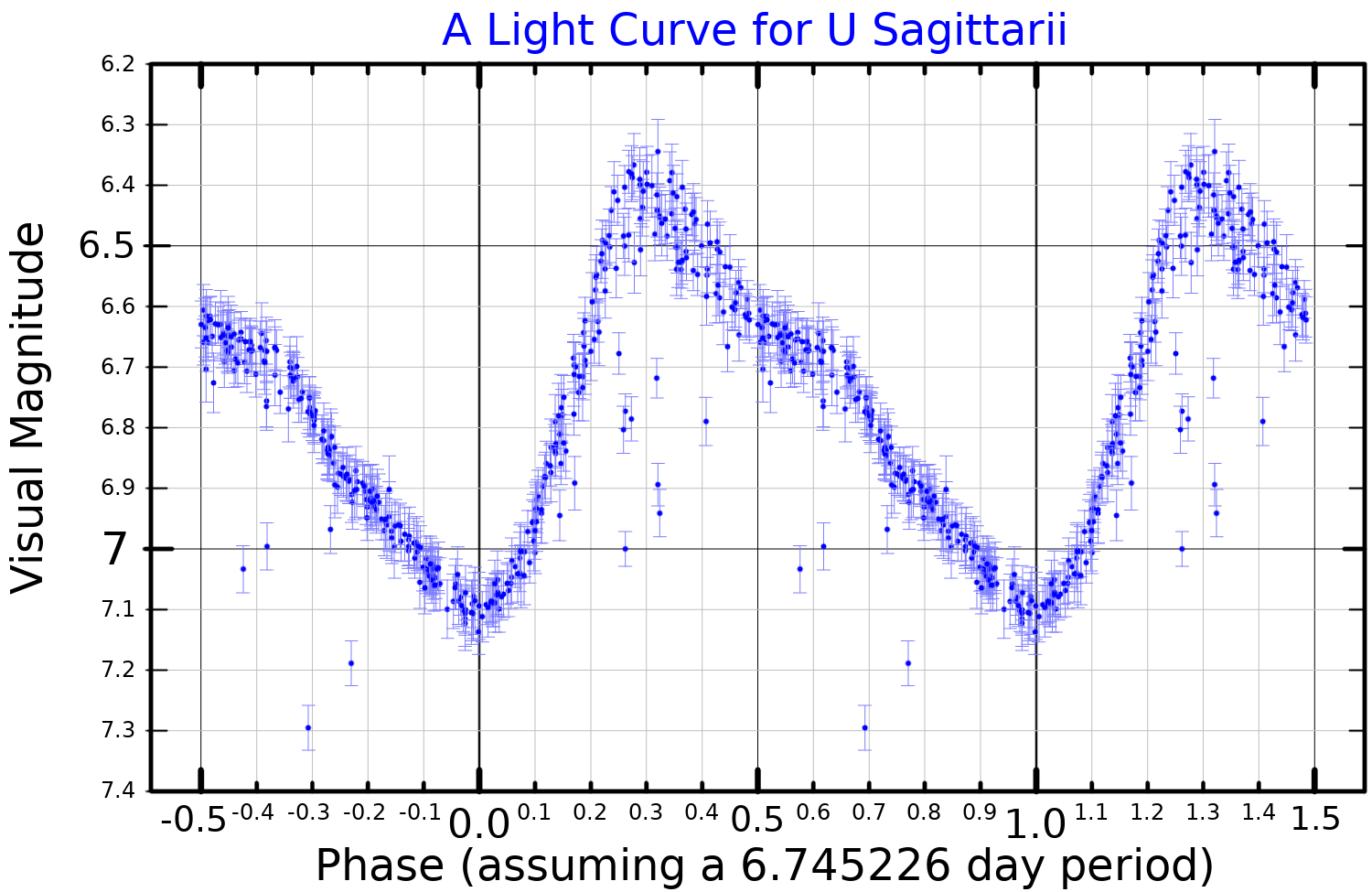
Кривая блеска U Стрельца, построенная по данным ASAS

Переменность звезды была выявлена Иоганном Шмидтом в 1866 году, оценка периода составила 6,74784 суток. Позднее было обнаружено, что переменная принадлежит к классу цефеид. В 1925 году P. Doig предположил, что звезда может являться представителем рассеянного скопления Мессье 25 (M25), хотя доказательство этого факта было получено только в 1932 году, когда Ф. Хэйфорд получил оценку лучевой скорости скопления. В настоящее время достоверно известно, что звезда входит в данное скопление, при этом звезду можно считать опорным пунктом космологической шкалы расстояний, поскольку расстояние до скопления можно определить другим, независимым методом.
U Стрельца представляет собой проэволюционировавшую звезду-сверхгигант спектрального класса G1Ib. Предполагается, что звезда проходит через полосу нестабильности, а период меняется со скоростью +0,073 ± 0,010 с/год. Содержание химических элементов похоже на таковое для Солнца. По оценкам, масса звезды составляет 6,6 массы Солнца, а радиус равен 56 радиусам Солнца. Светимость более чем в 4000 раз превышает солнечную, эффективная температура фотосферы равна 5802 K.